# Sam Mills
Samuel Davis Mills Jr., detto Sam (Neptune City, 3 giugno 1959 – Charlotte, 18 aprile 2005), è stato un giocatore di football americano statunitense che ha giocato nel ruolo di linebacker nella United States Football League (USFL) e nella National Football League (NFL). Nel 2022 è stato introdotto nella Pro Football Hall of Fame.

## Carriera

### Philadelphia/Baltimore Stars
Fred Hill, che aveva allenato Mills alla Montclair State University, affermò che molti osservatori tra i professionisti avevano avuto un'ottima impressione dai filmati di Mills, ma dopo essere venuti a conoscenza della sua scarsa altezza, 179 cm, avevano perso il loro interesse. Proprio come accaduto al termine delle scuole superiori, il giocatore fu rallentato dalla sua taglia. Dopo il college, il suo allenatore Thomas Bevacqui Jr. riuscì a farlo ammettere al training camp dei Cleveland Browns dopo un incontro con l'allenatore della squadra Sam Rutigliano. Bevacqui disse a Rutigliano che Mills era il miglior linebacker che avesse mai visto. Mills fece un provino coi Cleveland Browns ma fu svincolato dopo che Rutigliano ebbe ritenuto che avesse le capacità ma non la stazza per giocare nella NFL. Fece anche un provino nella Canadian Football League coi Toronto Argonauts ma non entrò nella squadra.
Mills trovò un lavoro come insegnante di fotografia e come assistente allenatore alla East Orange (N.J.) High School. Fu durante quel periodo che fece un provino ed entrò nel roster dei Philadelphia Stars della USFL. Mills vi giocò per tre anni indossando il numero 54, divenendo noto nella lega per la sua tenacia in campo e per le sue qualità di leader al di fuori di esso. La sua velocità, sorprendente per un atleta della sua taglia, gli fece guadagnare il soprannome di "Field Mouse." Sam guidò gli Stars a due titoli USFL, venendo sempre inserito nella formazione ideale della stagione e anche nella formazione ideale di tutti i tempi della lega dopo il suo scioglimento.

### New Orleans Saints
Dopo la vittoria del titolo del 1985 da parte degli Stars, il loro capo-allenatore Jim Mora firmò coi New Orleans Saints e Mills seguì il suo mentore. Mills divenne il punto di forza della difesa dei Saints, soprannominata "Dome Patrol", che divenne una delle migliori della lega. Mills fu convocato per quattro Pro Bowl coi Saints nel 1987, 1988, 1991 e 1992. Il suo allenatore Mora, che allenò 15 stagioni nella NFL, lo definì "il miglior giocatore che abbia mai allenato."

### Carolina Panthers
Mills divenne free agent dopo la stagione 1994 e firmò con i neonati Carolina Panthers. Mills divenne il leader veterano di una squadra giovane, l'unico ad essere partito come titolare in tutte le gare delle prime tre stagioni della franchigia. Un suo intercetto in una gara del 1995 sigillò la prima vittoria della storia della squadra, contro i New York Jets. All'età di 37 anni nel 1996 fu convocato per il suo quinto e ultimo Pro Bowl. Mills detiene ancora il record NFL come più vecchio giocatore ad avere ritornato un fumble in touchdown (37 anni, 174 giorni).
Terminati i suoi giorni da giocatore, Mills divenne assistente allenatore dei Panthers. Nel 2003 gli fu diagnosticato un cancro all'intestino ma, malgrado gli fossero stati diagnosticati pochi mesi di vita, si sottopose alla chemioterapia e continuò ad allenare, tenendo un intenso discorso alla squadra prima della gara contro i Dallas Cowboys e fungendo da forza ispiratrice durante la corsa della squadra verso il Super Bowl XXXVIII. Morì il 18 aprile 2005 all'età di 45 anni. Il suo numero 51 è l'unico ritirato nella storia della franchigia dei Panthers.

## Palmarès

### Franchigia
- Campione USFL: 2

Philadelphia Stars: 1984
Baltimore Stars: 1985

### Individuale
- Convocazioni al Pro Bowl: 5

1987, 1988, 1991, 1992, 1996
- All-Pro: 4

1991, 1992, 1995, 1996
- Formazione ideale di tutti i tempi della USFL
- Numero 51 ritirato dai Carolina Panthers
- Pro Football Hall of Fame (classe del 2022)
- College Football Hall of Fame

## Statistiche
| Tackle     | 1.319 |
| Sack       | 20,5  |
| Intercetti | 11    |